# Acugamasus knysnaensis
Acugamasus knysnaensis är en spindeldjursart som först beskrevs av Ryke 1962.  Acugamasus knysnaensis ingår i släktet Acugamasus och familjen Ologamasidae. Inga underarter finns listade i Catalogue of Life.